# Diocèse de Hải Phòng
Le diocèse de Hải Phòng (en latin : Dioecesis Haiphongensis ; en vietnamien : Giáo phận Hải Phòng) est un territoire ecclésiastique de l'Église catholique au Viêt Nam, suffragant de l'archidiocèse d'Hanoï. Son siège épiscopal est à la cathédrale du Rosaire de Hải Phòng. 

## Territoire
Le diocèse se trouve dans l'ancien Tonkin au nord du pays et couvre un territoire d'environ 10 000 km2 partagé en soixante-deux paroisses.

## Historique
Le vicariat apostolique du Tonkin oriental est érigé le 24 juillet 1678, recevant son territoire du vicariat apostolique du Tonkin. Il a été tenu par les dominicains espagnols, jusqu'au milieu du XXe siècle.
Il cède des portions de son territoire, le 5 décembre 1854, le 1er juin 1883 et le 15 avril 1901, à l'avantage des vicariats apostoliques respectivement du Tonkin central (aujourd'hui diocèse de Bùi Chu), du Tonkin septentrional (aujourd'hui diocèse de Bac Ninh) et du Tonkin maritime (aujourd'hui diocèse de Phát Diêm).
Il prend le nom de vicariat apostolique de Hải Phòng, le 3 décembre 1924.
Il est érigé en diocèse, par le décret de Jean XXIII  Venerabilium Nostrorum du 24 novembre 1960, en pleine époque de terreur, lorsque le clergé catholique est décimé.

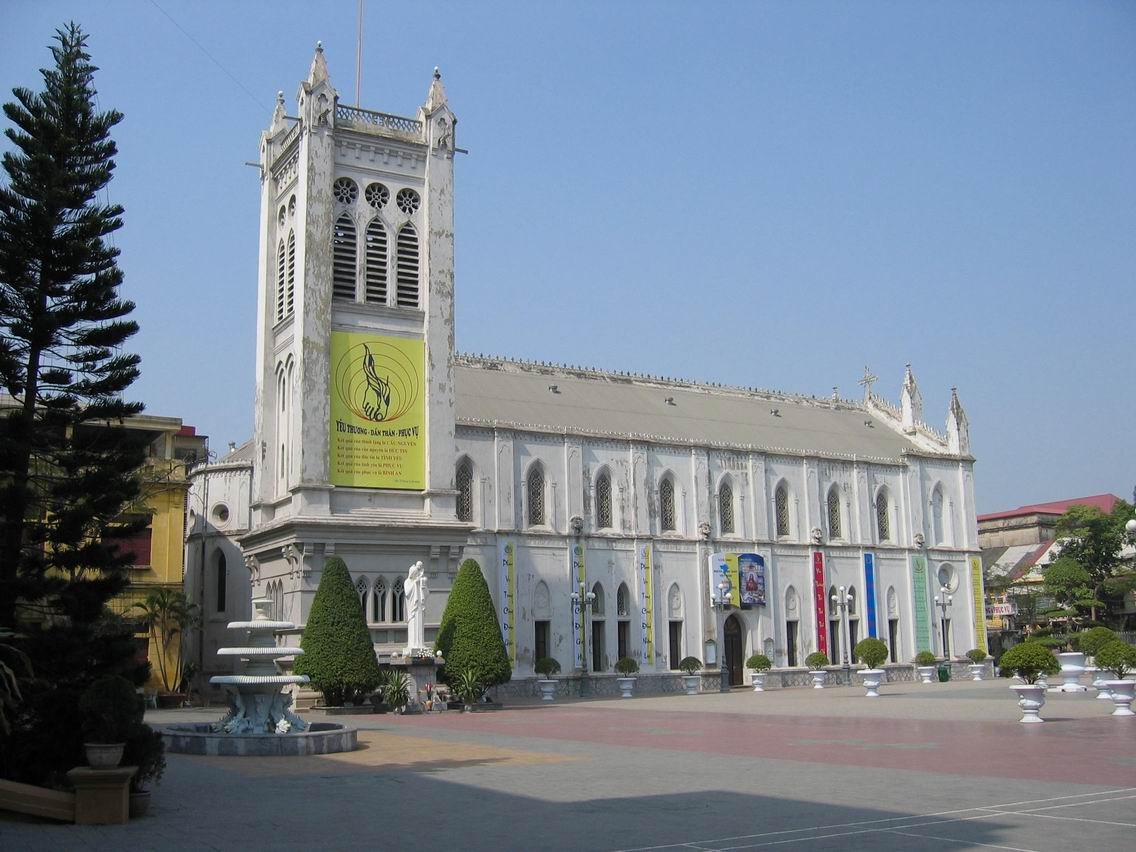
La cathédrale du Rosaire.

## Ordinaires
- François Deydier, mep, 1679-1693
- Raimondo Lezzoli, op, 1696-1706
- Juan Santa Cruz, op, 1716-1721
- Tommaso Bottaro, op, 1721-1737
- Hilario Costa, oad, 1737-1740
- Santiago Hernandez, op, 1757-1777
- Manuel Obellar, op, 1778-1789
- Feliciano Alonso, op, 1790-1799
- Saint Ignace Delgado, op, 1799-1838
- Saint Jérôme Hermosilla op, 1839-1861
- Hilarion Alcazar, op, 1861-1870
- Antonio Colomer, op, 1871-1883
- José Terrés, op, 1883-1906
- Nicasio Arellano, op, 1906-1919
- Francisco Ruiz de Azúa Ortiz de Zárate, op, 1919-1929
- Alejandro García Fontcuberta, op, 1930-1933
- Francisco Gomez de Santiago, op, 1933-1952
- Joseph Truong-cao-Dai, op, 1953-1960
- Pierre Khuât-Van-Tao, 1960-1977
- Joseph Nguyên Tùng Cuong, 1979-1999
- Joseph Vu Van Thien, 2002-2018

## Statistiques
| année | baptisés | population totale | pourcentage de baptisés | prêtres | religieuses | paroisses | catholiques par prêtre |
| ----- | -------- | ----------------- | ----------------------- | ------- | ----------- | --------- | ---------------------- |
| 1963  | 54 617   | 2 037 483         | 2,7                     | 8       | 4           | 61        | 6827                   |
| 1979  | 145 000  | 3 152 390         | 4,6                     | 7       | -           | -         | 20714                  |
| 1994  | 160 000  | 3 500 000         | 4,6                     | 137     | 50          | 63        | 1167                   |
| 2001  | 120 000  | 4 600 000         | 2,6                     | 23      | 50          | 64        | 5217                   |
| 2003  | 110 635  | 5 000 000         | 2,2                     | 29      | 50          | 62        | 3815                   |
| 2004  | 113 092  | 4 654 317         | 2,4                     | 29      | 50          | 62        | 3899                   |
| 2006  | 117 047  | 4 935 200         | 2,4                     | 42      | 75          | 62        | 2786                   |
| 2013  | 136 400  | 5 356 000         | 2,5                     | 65      | 23          | 85        | 2098                   |

## Source
- Annuaire pontifical, édition 2007